# Конституционно-монархический союз
Конституционно-монархический союз (Конституционно-монархический правовой союз, КМС) — российская праволиберальная политическая партия, образованная в феврале 1906 года.

## История
Конституционно-монархический союз начал формироваться в конце 1905 — начале 1906 года. Его основателями была группа руководителей Партии правового порядка (ППП), неудовлетворённых проправительственной политической стратегией «правопорядцев». Союз начал складываться на базе Комитета пропаганды ППП, а также бюро московской и санкт-петербургской участковых организаций партии в Санкт-Петербурге.
К началу января 1906 года был образован руководящий орган КМС — Совет во главе с графом В. А. Тизенгаузеном. В составе Совета также значились адвокат и писатель Александр Бобрищев-Пушкин, журналист Николай Демчинский, присяжный поверенный Б. М. Добротворский и другие деятели.
Бюро Конституционно-монархического союза располагалось в Санкт-Петербурге по адресу Ямская улица, 38, квартира 12. Отделений в других городах у КМС не было. В процессе становления партии к ней присоединился ряд самостоятельных организаций — Крестьянский союз правого порядка, Конституционно-монархическая рабочая партия, Совет железнодорожных служащих и Союз ремесленный.
Первое общее собрание КМС состоялось 16 февраля 1906 года.
Опубликованная программа Конституционно-монархического союза в основных положениях фактически повторяла программные установки Партии правого порядка. Первоначально деятели КМС планировали войти на автономной основе в «Союз 17 октября», но после неудачи этого замысла конституционные монархисты образовали с октябристами предвыборный блок на выборах в Государственную думу I созыва. По результатам выборов Конституционно-монархическому союзу не удалось завоевать представительства в нижней палате парламента.
КМС распался летом 1906 года. Наиболее активные члены Союза продолжили политическую деятельность в составе партии октябристов.